# Jean-Jacques Boussemart
Pour les articles homonymes, voir Boussemart.
Jean-Jacques Boussemart (né le 11 avril 1963 à Lourdes) est un  athlète français spécialiste du 200 mètres.

## Carrière
Licencié au Bordeaux EC, Jean-Jacques Boussemart remporte le 200 m des Championnats de France 1983 dans le temps de 20 s 60. Il participe aux Championnats du monde d'Helsinki et se classe huitième de l'épreuve du relais 4 × 100 mètres. En juin 1984, le Français remporte son deuxième titre national en 20 s 46, et établit le 1er juillet 1984 à Villeneuve-d'Ascq la meilleure performance de sa carrière sur 200 m avec le temps de 20 s 41. Sélectionné pour les Jeux olympiques de Los Angeles, Jean-Jacques Boussemart se classe sixième de la finale du 200 mètres (20 s 55) et sixième du relais 4 × 100 m.
Au terme de sa carrière sportive, il est professeur d'EPS, notamment au lycée Gustave-Eiffel de Bordeaux.

## Palmarès
- 17 sélections en équipe de France A
- 6 sélections en équipe de France Jeune

- Champion de France du 200 m en 1983 et 1984.

- Champion de France junior du 100 m en 1981, du 200 m en 1982
- Champion de France cadet du 200 m en 1980
- Champion de France scolaire 1979, 1980, 1981 et 1982

- Vice-champion d'Aquitaine corpo de golf des équipes 2 en 2016.

## Records personnels
- 100 m : 10 s 33 ; 200 m : 20 s 41 ; 400 m : 45 s 73 ; 400 m haies : 50 s 97 ;
 60 m : 6 s 67
- Recordman de France du relais 4 × 200 m